# CD-сингл
CD-сингл — сингл, записанный на обычном компакт-диске, который имеет меньший объём. Этот формат был введён в середине 1980-х годов, но не получил место на рынке до начала 1990-х годов. С ростом загрузок песен в 2000-х годах продажи CD-синглов снизились.
В коммерческом выпуске CD-сингла может помещаться от двух до шести песен, как и в мини-альбоме. Иногда в них находятся сочетания одной или нескольких песен, как на 12 виниловых пластинках. В зависимости от страны, могут быть ограничения на количество песен и их продолжительность.

## История
Первым мировым CD-синглом стала песня «Brothers in Arms» группы Dire Straits, выпущенная в Великобритании в двух версиях. Первая версия была выпущена под логотипом «Живущие в 85-м», а вторая, в честь австралийского тура, названа «Живущие в 86-м». Они содержали только четыре трека и имели очень ограниченный тираж. В 1987 CD-синглы были впервые представлены в UK Singles Chart.
Мини-CD были созданы для записи синглов в конце 1980-х в США. В последнее время мини-CD более распространены в Европе. Они использовались в 1990-х годах в американских компаниях звукозаписи.
В конце 1990-х годов CD-синглы стали менее распространенными и зачастую поступали в небольших изданиях. Из-за давления на звукозаписывающие студии в чартах некоторых стран стали делать диаграммы песен, позволяющие только на трансляцию альбома[прояснить]. В декабре 1998 года Billboard Hot 100 сделал изменение, после чего очень немногие песни были выпущены в формате одного компакт-диска в США[прояснить]. В это время CD-синглы оставались относительно популярными в Великобритании и других странах. С появлением продажи музыки в Интернете сингл упал в значительной степени.
В Великобритании компания Woolworths Group, которая имела треть всего рынка продаж CD в стране, перестала продавать CD-синглы в августе 2008 года, ссылаясь на «окончательный упадок», после того как их ленты перешли на загрузку музыки из Интернета.
Австралийская газета Herald Sun сообщила, что CD-сингл скоро исчезнет.